# Concrete Roots
Concrete Roots es un álbum producido por el Dr. Dre en 1994.

## Lista de canciones
1. Concrete Roots Intro - 5:43
2. The Formula - The D.O.C. - 4:10
3. Mo' Juice - Cli-N-Tel - 4:10
4. It's Funky Enough - The D.O.C. - 4:28
5. Dre's Beat Remix - Cli-N-Tel - 0:49
6. Surgery II - Cli-N-Tel - 4:28
7. Paid For It - 0:26
8. No More Lies - Michel'le - 3:42
9. Another "G" Thang - Leon Haywood - 5:42
10. The Planet - Cli-N-Tel - 0:51
11. Dre's Beat - Cli-N-Tel -3:30
12. Must Be The Music - The World Class Wreckin' Cru - 5:02
13. The Grand Finale - The D.O.C & N.W.A - 4:38
14. N-Tervu - 0:42
15. Concrete Roots (Radio Reprise) - Cli-N-Tel - 4:11

## Créditos
Peter Heur - Executive Producer
The World Class Wreckin' Cru - Performer
Dr. Dre - Arranger, Drums, Vocals, Producer, Main Performer, Keyboards, Drum Programming 
Dean Naleway - Executive Producer
Yvette Clark Art - Direction, Design 
William "Dr. Z." Zimmerman - Keyboards
DJ Yella - Programming, Producer
Cli-N-Tel - Producer 
Stan Jones - Guitar
Ice Cube - Vocals 
Mo' Juice - Executive Producer 
N.W.A - Vocals 
Leon Haywood - Performer 
Victor Brooks - Remixing 
Lonzo - Associate Producer, Executive Producer, Remixing 
Derrell Black - Vocals 
Wreckin' Cru - Executive Producer 
Eazy-E - Vocals 
Billy Jam Liner - Notes 
MC Ren - Vocals 
DJ Flash - Executive Producer 
Monalisa Young - Vocals (Background)
- Datos: Q5159060